# Necyria
Genre
Necyria est un genre d'insectes lépidoptères de la famille des Riodinidae qui résident en Amérique du Sud.

## Dénomination
Le nom Necyria leur a été donné par John Obadiah Westwood en  1851.

## Liste des espèces
- Necyria bellona Westwood, [1851]; présent au Brésil, en Colombie, en Bolivie, en  Équateur et au Pérou.
- Necyria duellona Westwood, 1851; présent à Panama, au Nicaragua, au Guatemala, en Colombie et en  Équateur et au Brésil.
- Necyria ingaretha Hewitson, 1872; au Nicaragua.

### Source
- Necyria sur funet